# 达蓬山摩崖石刻
30°3′57″N 121°31′0″E / 30.06583°N 121.51667°E
达蓬山摩崖石刻是浙江省慈溪市境内的一处石刻，位于达蓬山坊岗南侧的佛迹洞东壁，2011年1月7日被纳入第六批浙江省文物保护单位。
达蓬山摩崖石刻包括佛迹洞摩崖题刻和秦渡庵画像石刻两处。佛迹洞摩崖题刻包括三处总计189字题刻。其中包括宋钱竽、陈邦彦于隆兴二年，唐仲温于淳熙九年，清秦宗游于康熙丙子年的题刻。秦渡庵画像石刻包括方形神龛及左右文字、石刻画像，年代经鉴定为元代。